# Fejérváry-kormány

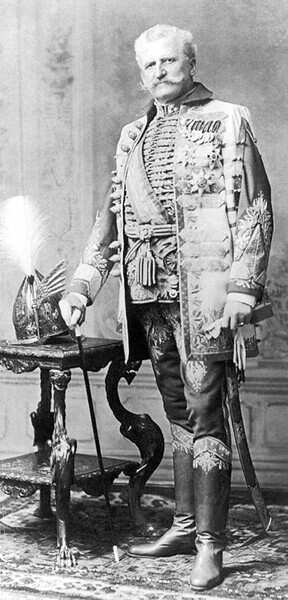
Fejérváry Géza miniszterelnökként, 1906-ban

A Fejérváry-kormány az 1905-ös választások eredményeit negligáló Ferenc József király kinevezésével alakult meg 1905. június 18-án. A „darabontkormánynak” gúnyolt kabinet beiktatása súlyos belpolitikai válságot okozott Magyarországon. A kormány a válság feloldásának egyik utolsó mozzanataként 1906. április 8-án lemondott.

## Története
Az első Tisza István-kormány, illetve azon belül is Tisza István addig rendkívül erőszakos, a szabályokat nem egyszer durván áthágó politizálási módszerei (például „zsebkendőszavazás”) példátlanul polarizálták a korabeli közvéleményt, egyúttal pedig az addig sokfelé tagolt parlamenti ellenzéki pártokat Szövetkezett Ellenzék néven olyan tökéletes egységbe tömörítette, amire addig még nem volt példa. A szövetség aztán meg is nyerte az 1905-ös választásokat, kormányra azonban a kiegyezést élesen elutasító („48-as”) nézeteik miatt nem kerülhettek, mert az az Osztrák–Magyar Monarchia szétesésével (és egy ebből adódó esetleges fegyveres konfliktussal) fenyegetett volna.
Ezt felismerve Ferenc József az 1905. január végi választások eredményét negligálva (noha a vereséget elismerve lemondtak) továbbra is hivatalban tartotta a Tisza-kabinetet, akik ügyvezető kormányként egészen június 18-áig maradtak a helyükön. Ezen a napon Fejérváry Géza táborszernagyot, a magyar királyi darabont testőrség kapitányát nevezte ki miniszterelnökké átmeneti jelleggel, míg a Koalícióval nem sikerül valamiféle egyezségre jutnia.
A többségében parlamenten kívüli tagokból alakult Fejérváry-kormány – hangsúlyozottan átmeneti jelleggel történt – kinevezését általános közfelháborodás fogadta. Fennállása alatt nem támogatta egyetlen párt sem, így az ellenzék által szervezett „nemzeti ellenállás” gyakorlatilag teljesen cselekvésképtelenné tette. A Szabadelvű Párt szembefordulása azért volt különösen érdekes, mert a 67-es értékek és eredmények egyedüli képviselőjeként gyakorlatilag az egyértelműen azok megvédésére tett kísérlet ellen fordult (még szabadelvű miniszter is volt a kormányban). Tisza István ezen döntése a párt azonnali halálát eredményezte, ami az 1906-os választások előtt két és fél héttel, 1906. április 11-én jogutód nélkül feloszlott. A kormány egyetlen kísérlete az ellene irányuló tenziók csitítására az általános és titkos választási rendszer bevezetésének ígérete volt, azonban ezzel sem tudtak elérni semmit, a kezdeményezés elbukott.
A válság feloldását és a Koalíció hatalomra jutását végül az udvarral kötött titkos paktum (melyben a győztes ellenzék gyakorlatilag régi programját feladni volt kénytelen), illetve a király iránti lojalitását korábban már bizonyított Wekerle Sándor 1906. április 8-iki kinevezése tette lehetővé. Az új kormányt a két és fél héttel később megrendezett 1906-os választások megerősítették pozíciójában.

## A kormány tagjai
| Név                                                  | hivatal kezdete                                      | hivatal vége                                         | párt                                                 | megjegyzés                                           |
| Miniszterelnök és a király személye körüli miniszter | Miniszterelnök és a király személye körüli miniszter | Miniszterelnök és a király személye körüli miniszter | Miniszterelnök és a király személye körüli miniszter | Miniszterelnök és a király személye körüli miniszter |
| ---------------------------------------------------- | ---------------------------------------------------- | ---------------------------------------------------- | ---------------------------------------------------- | ---------------------------------------------------- |
| Fejérváry Géza                                       | 1905. június 18.                                     | 1906. április 8.                                     | pártonkívüli                                         |                                                      |
| Belügyminiszter                                      |                                                      |                                                      |                                                      |                                                      |
| Kristóffy József                                     | 1905. június 18.                                     | 1906. április 8.                                     | Szabadelvű Párt                                      |                                                      |
| Pénzügyminiszter                                     |                                                      |                                                      |                                                      |                                                      |
| Fejérváry Géza                                       | 1905. június 18.                                     | 1906. március 6.                                     | pártonkívüli                                         |                                                      |
| Hegedűs Ferenc                                       | 1906. március 6.                                     | 1906. április 8.                                     | pártonkívüli                                         |                                                      |
| Igazságügy-miniszter                                 |                                                      |                                                      |                                                      |                                                      |
| Lányi Bertalan                                       | 1905. június 18.                                     | 1906. április 2.                                     | Szabadelvű Párt                                      |                                                      |
| Gegus Gusztáv                                        | 1906. április 2.                                     | 1906. április 8.                                     | pártonkívüli (?)                                     |                                                      |
| Honvédelmi miniszter                                 |                                                      |                                                      |                                                      |                                                      |
| Bihar Ferenc                                         | 1905. június 18.                                     | 1906. április 8.                                     | pártonkívüli                                         |                                                      |
| Vallás- és közoktatásügyi miniszter                  |                                                      |                                                      |                                                      |                                                      |
| Lukács György                                        | 1905. június 18.                                     | 1906. március 6.                                     | pártonkívüli                                         |                                                      |
| Tost Gyula                                           | 1906. március 6.                                     | 1906. április 8.                                     | Szabadelvű Párt                                      |                                                      |
| Földmívelésügyi miniszter                            |                                                      |                                                      |                                                      |                                                      |
| György Endre                                         | 1905. június 18.                                     | 1905. október 18.                                    | Szabadelvű Párt (?)                                  |                                                      |
| Feilitzsch Artúr                                     | 1905. október 18.                                    | 1906. április 8.                                     | Szabadelvű Párt (?)                                  |                                                      |
| Kereskedelemügyi miniszter                           |                                                      |                                                      |                                                      |                                                      |
| Vörös László                                         | 1905. június 18.                                     | 1906. április 8.                                     | Szabadelvű Párt                                      |                                                      |
| Horvát-szlavón-dalmát tárca nélküli miniszter        |                                                      |                                                      |                                                      |                                                      |
| Kovacsevics István                                   | 1905. június 18.                                     | 1906. április 8.                                     | ?                                                    |                                                      |